# Bombhot
Bombhot innebär att en person meddelar, oftast genom ett telefonsamtal eller genom ett e-postmeddelande, att en detonerbar bomb utplacerats på en allmän plats till exempel på en flygplats, järnvägsstation eller i en tunnelbana. Bombhotaren ringer oftast antingen direkt till platsen som bombhotas, till någon nyhetsredaktion eller till polisen. Fastän många bombhot bara är busringningar tas bombhot alltid på allvar och den bombhotade platsen utryms normalt alltid. Bombhot är olagligt i de flesta länder, även om ingen bomb placeras ut.
Lagrum: Olaga hot enligt 4 kap. 5 § 2 st och falskt larm enligt 16 kap. 15 § 2 st. 
Ett bra exempel på ett verkligt fall utgör NJA 2001s. 627.
Bombhot kan möjligen användas för att distrahera polisen att leda resurser från en annan plats där man ämnar begå brott.